# Kalliópi Kechagía
Kalliópi A. Kechagía (en grec moderne : Καλλιόπη Α. Κεχαγιά, Brousse 1839 – Athènes 1905) est une éducatrice et féministe grecque.
Née en 1839 à Brousse, alors dans l'empire ottoman, elle fait des études d'éducatrice à Athènes puis Londres.
De retour à Athènes, elle est directrice de l'école de formation d'institutrices fondée par John Henry Hill (en), et crée La Société pour la Promotion de l’Éducation des Femmes en 1872. De 1875 à 1890, elle dirige l'école pour filles Zappeion à Constantinople, en Turquie. Après un voyage aux États-Unis en 1888, elle écrit une série d'articles sur les accomplissements des américaines dans l'espoir d'inspirer les femmes grecques.